# 馬自達323 Astina
馬自達323 Astina（日语：マツダ·アスティナ）是日本馬自達公司於1989年至1994年間生產，從第七代323演變而來的五門斜背式轎車。
此款車在各地市場出現不同的車名：日本稱為馬自達Familia Astina（（日語）マツダ・ファミリアアスティナ）、歐洲地區叫做馬自達323F，而香港則稱呼為馬自達323 Astina。當時馬自達還推出配備比較豪華的Eunos 100，乃其兄弟車款。
雖然該款車自第七代323衍生出來，但車身造型非常時髦流暢，車頭裝置了少見特殊的上掀啟閉式頭燈（retractable headlight），而車尾則設計了一道突出彎曲的尾翼。另一方面，寬敞的車室空間除了可坐四個大人，行李廂空間仍有餘裕，在歐洲（特別是德國）獲得很高的評價。
1994年隨著第八代323大改款上市，兄弟車Eunos 100宣告停產，但因為323 Astina在歐洲地區頗受好評，馬自達繼續推出後繼車種並在日本改名為Lantis。

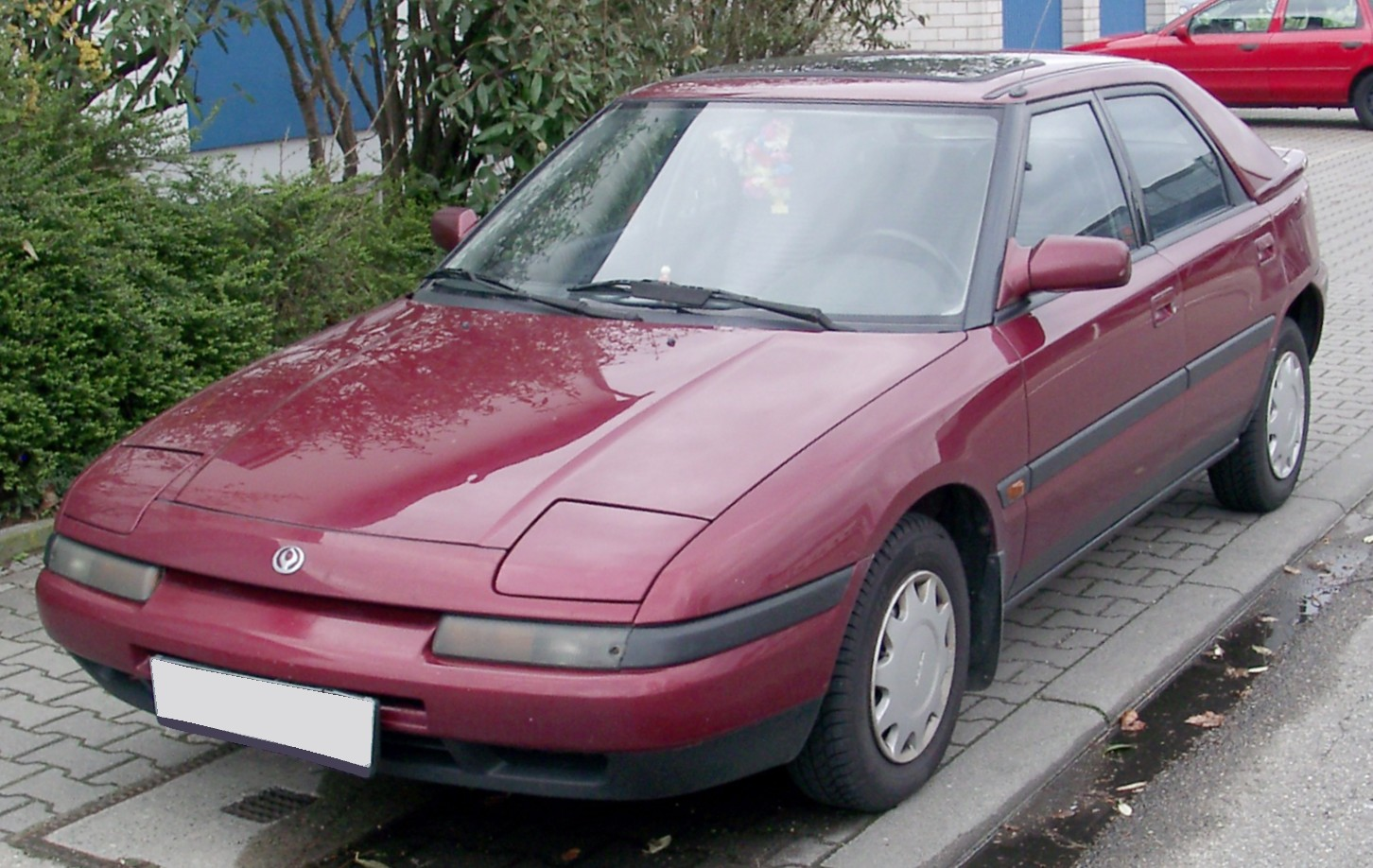
歐規323F車頭
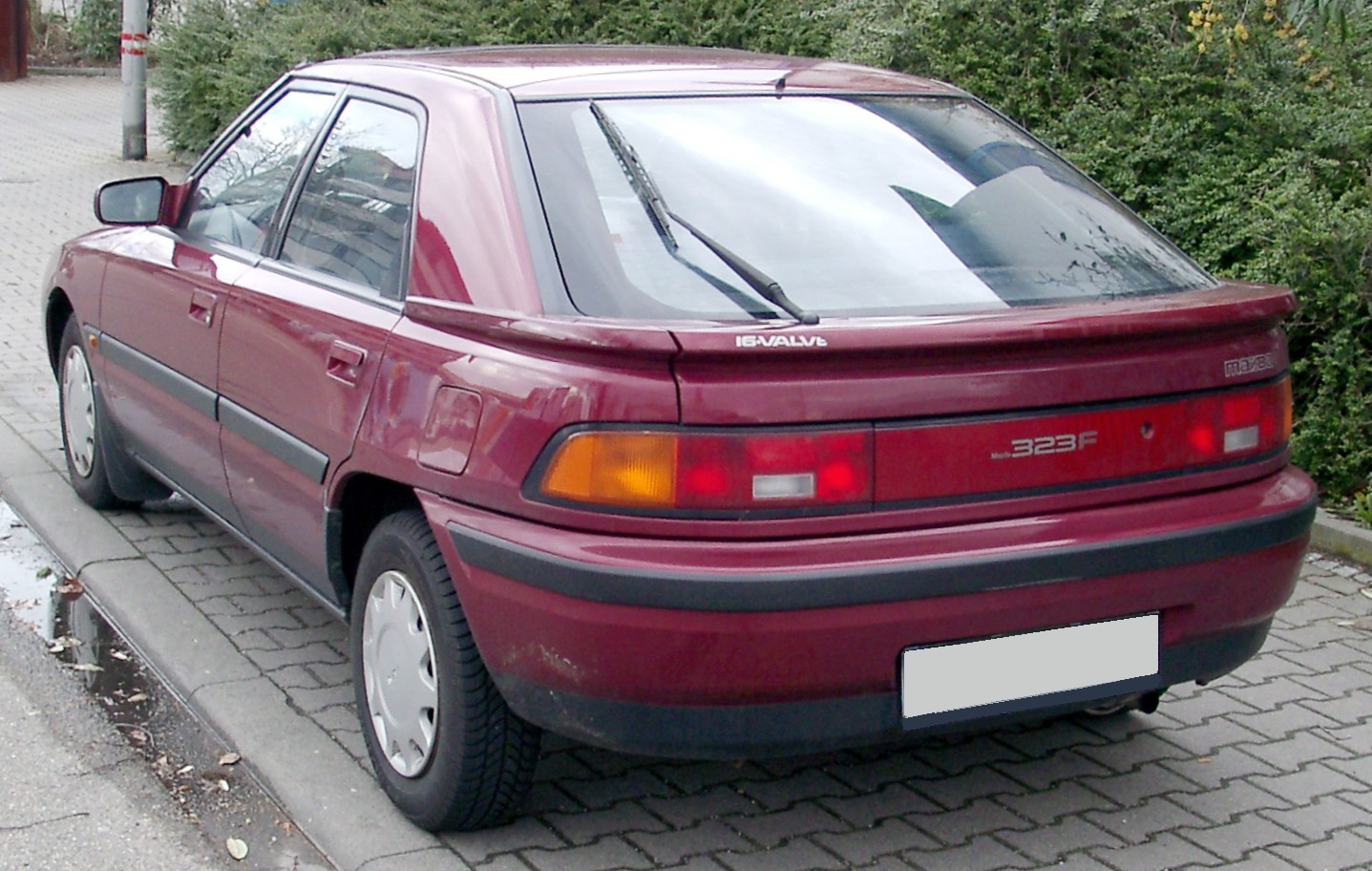
歐規323F車尾
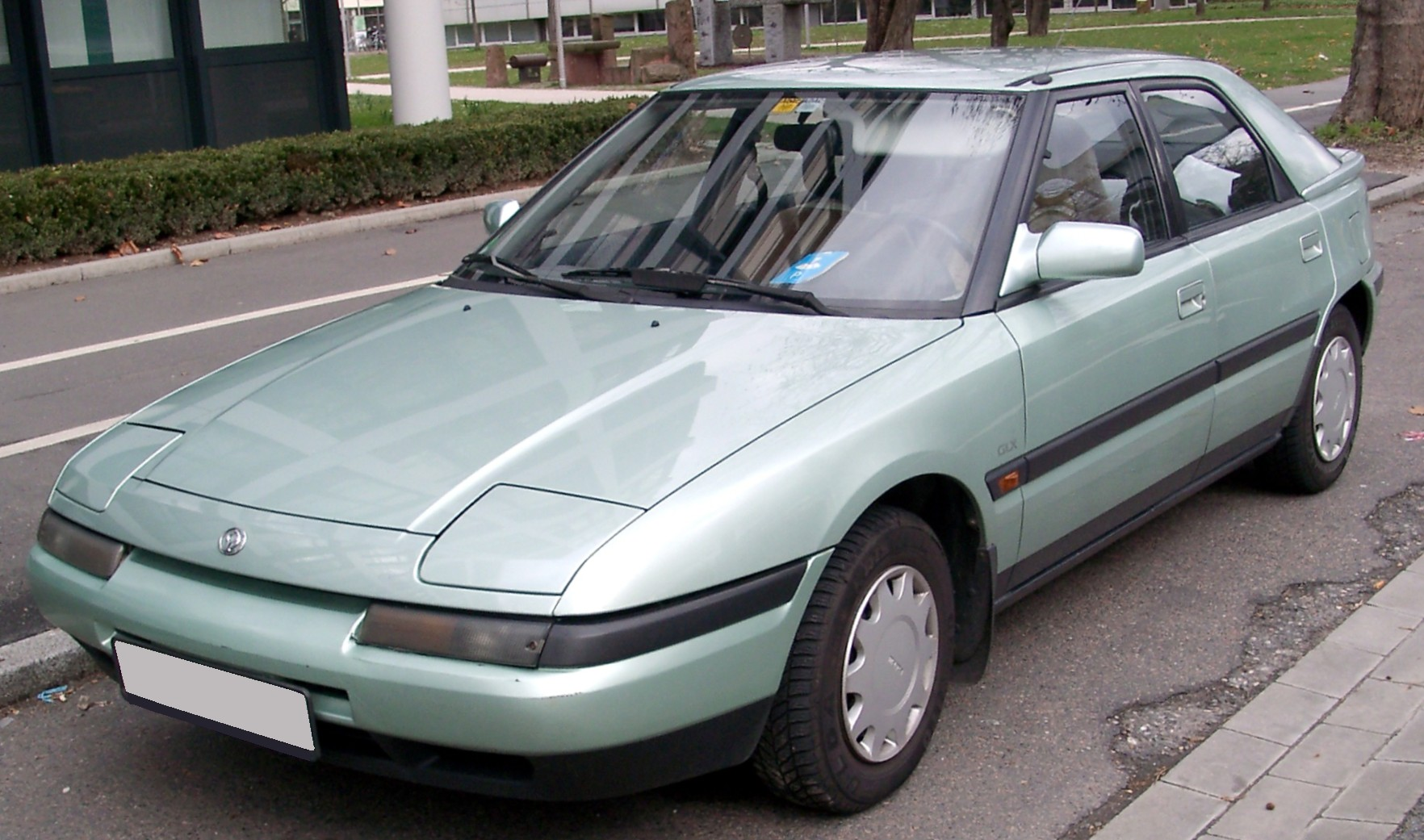
歐規323F車頭
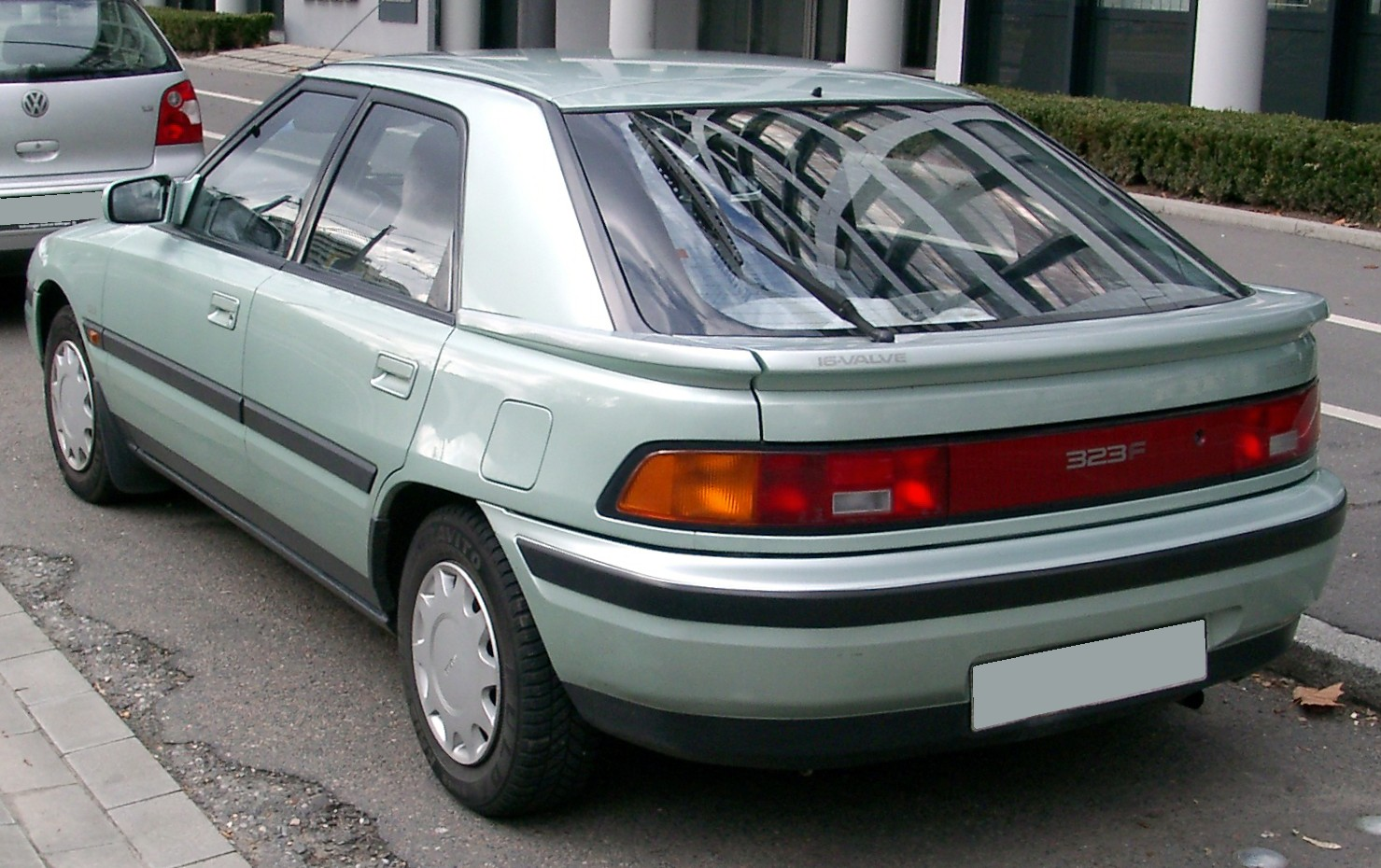
歐規323F車尾

## 外部連結
- （日語）Gazoo.com - 1989年 マツダ ファミリア アスティナ